# 브라더스 저스티스
《브라더스 저스티스》(영어: Brother's Justice (The Attempted Making of))는 2010년 개봉한 미국의 코미디 영화이다. 댁스 셰퍼드가 각본을 쓰고 연출하였다. 이 영화는 딕스 셰퍼드가 희극인에서 무예 영화 스타로 변신하는 과정을 그린 풍자 모큐멘터리이다. 오스틴 영화제에서 관객상을 수상했다.

## 출연
- 댁스 셰퍼드
- 네이트 턱
- 애슈턴 쿠처
- 톰 아널드
- 브래들리 쿠퍼
- 데이비드 케크너
- 존 패브로
- 라이언 핸슨
- 세스 그린